# Marcel Telles

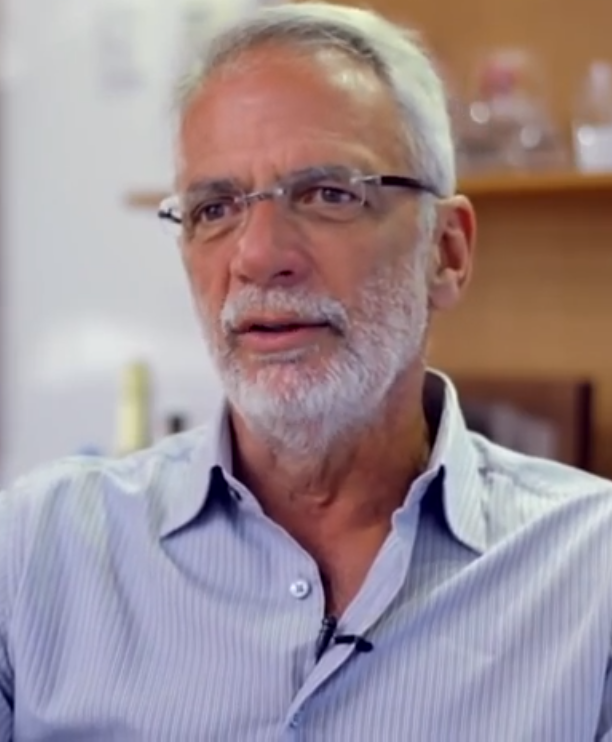
Marcel Herrmann Telles

Marcel Herrmann Telles (* 2. Februar 1950) ist ein brasilianischer Unternehmer.

## Leben
Telles studierte an der Universidade Federal do Rio de Janeiro. Gemeinsam mit den brasilianischen Unternehmern Jorge Paulo Lemann und Carlos Alberto Sicupira hält er Anteile am Getränkehersteller Anheuser-Busch InBev. Über das gemeinsame US-amerikanische Investmentunternehmen 3G Capital halten sie seit 2010 die Mehrheit am US-amerikanischen Unternehmen Burger King. Ebenso kontrolliert Telles mit seinen Geschäftspartnern das brasilianische Einzelhandelsunternehmen Lojas Americanas. Telles wohnt in São Paulo. Telles ist verheiratet und hat zwei Kinder. Nach Angaben des US-amerikanischen Forbes Magazin gehört Telles zu den reichsten Brasilianern.